# Ambrosia artemisiifolia
Ambroisie à feuilles d'armoise, Petite herbe à poux
Pour les articles homonymes, voir Ambroisie, Ambrosia et Herbe à poux.
Espèce
L'Ambroisie à feuilles d'armoise, Petite herbe à poux ou Ambroisie élevée (Ambrosia artemisiifolia L.), est une espèce de plantes à fleurs dicotylédones de la famille des Asteraceae (sous-famille des  Asteroideae), originaire des Amériques. C'est une plante herbacée annuelle, qui pousse dans ses régions d'origine dans les champs cultivés, les pâturages et terres en friches (plante adventice), ainsi que sur les bords de routes et les terres non cultivées (plante rudérale).
L'espèce a été introduite en Europe à partir de la fin du XIXe siècle, ainsi que dans la plupart des régions tempérées ou tempérées chaudes du monde, où elle s'est souvent naturalisée, notamment en Afrique du Nord, au Proche-Orient et en Australie. Elle est devenue indésirable car c'est une plante pionnière, nitrophile, et envahissante, dont le pollen peut provoquer des allergies graves chez les personnes sensibles.

## Dénominations
- Nom scientifique : Ambrosia artemisiifolia L.[1]
- Nom recommandé en français : Ambroisie à feuilles d'armoise[1] ou Petite herbe à poux[2]
- Noms vernaculaires, pouvant désigner éventuellement d'autres espèces : ambroise à feuilles d'armoise, ambroise élevée, ambroisie annuelle[1],[3],[4] ; petite herbe à poux (en particulier au Québec)[5],[6], par opposition à la grande herbe à poux (Ambrosia trifida). On la nomme absinthe anglaise ou simplement ambroisie en français de Guadeloupe et Martinique[7]. Herbe de Saint-Prim semble être aussi une appellation courante dans l'ex région Rhône-Alpes.

## Description
L'ambroisie est une plante rudérale adventice des cultures de printemps pouvant mesurer jusqu'à 2 m de hauteur.
Ses feuilles sont vert foncé. Elle se distingue par le détail singulier des feuilles : les feuilles de la plantule sont opposées, et plus précisément décussées, mais les feuilles et rameaux supérieurs sont alternes. Les rameaux sont rougeâtres et le dessous de la feuille est du même vert que le dessus.
Les cotylédons à la base sont courts et disparaissent rapidement (avant deux ou trois étages de feuilles). Au stage végétatif elle adopte un port buissonnant large.
Lors de la floraison, les fleurs adoptent un port en chandelles également caractéristique, les sujets jeunes pouvant pousser rapidement une tige droite avec une seule chandelle, avec un espace entre les feuilles proche de 10 cm.

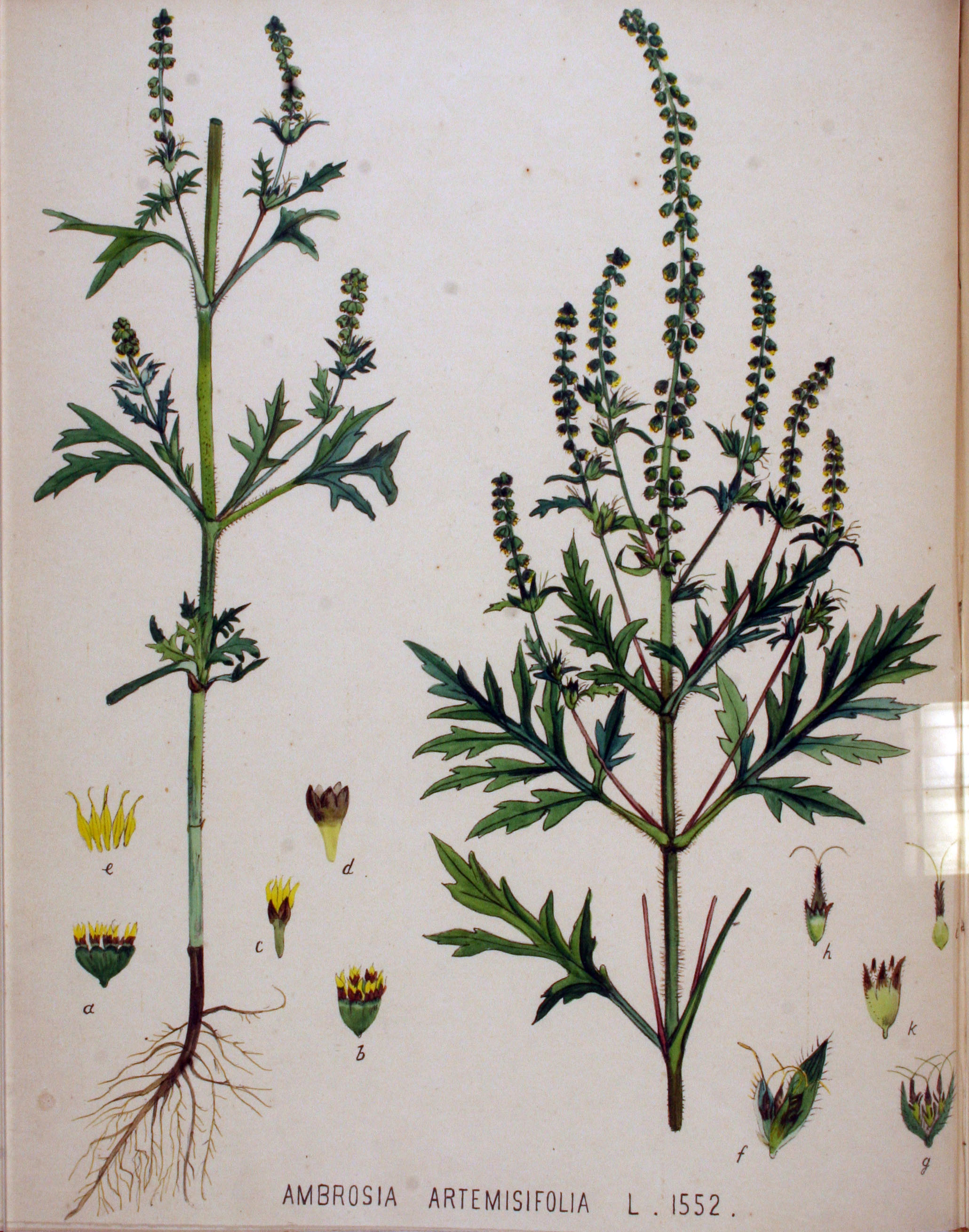
Planche botanique.
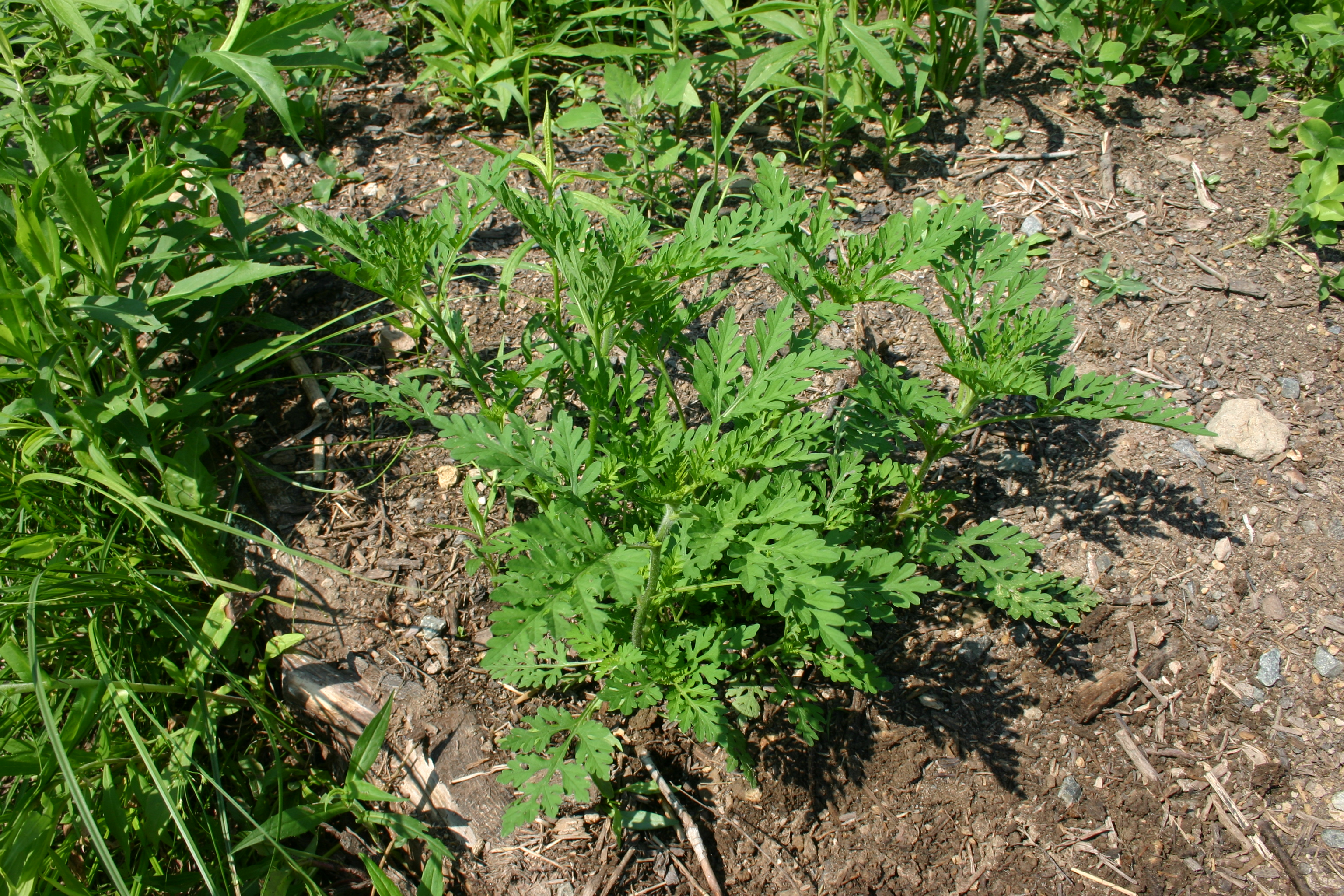
Jeunes plantes.
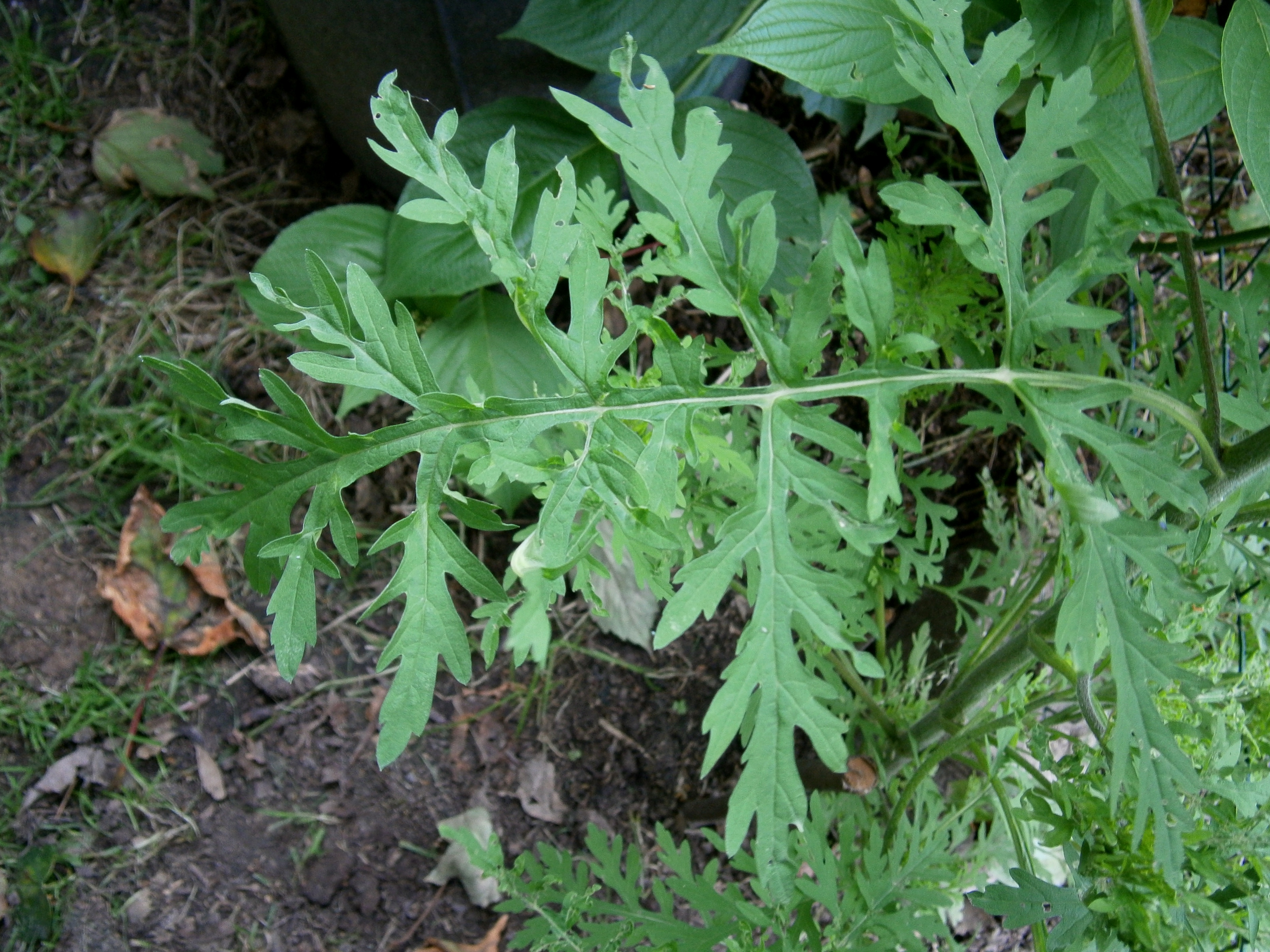
Feuille.
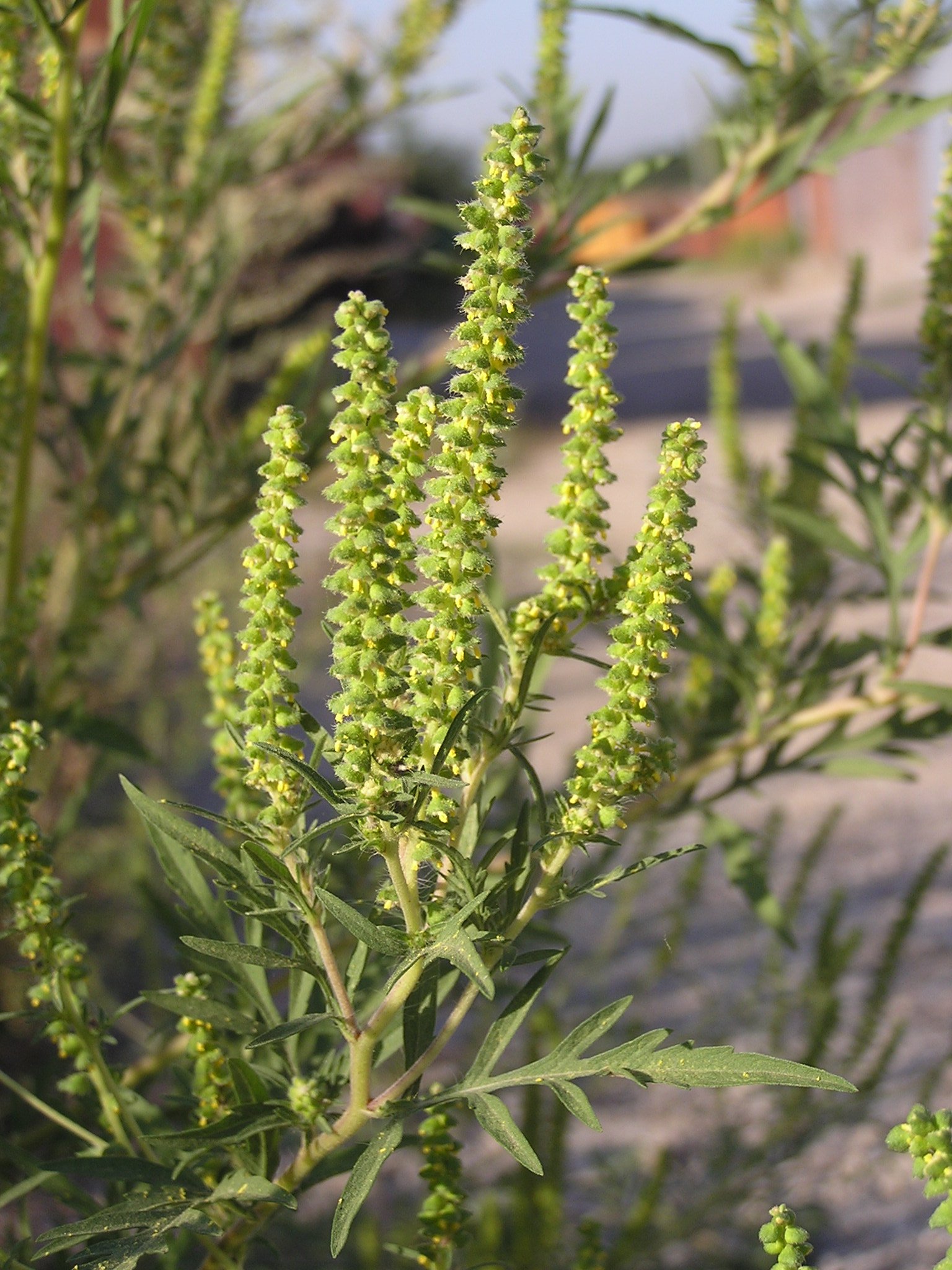
Inflorescence.

La petite herbe à poux a la particularité d'être monoïque, ce qui signifie qu'elle porte les deux sexes sur un même plant, sur des fleurs différentes, ce qui explique la facilité avec laquelle la plante peut se reproduire. Elle produit de juillet à septembre des fleurs vertes. Le pollen (transporté par le vent) peut causer des allergies (voir paragraphe ci-dessous), dont la rhinite allergique (appelée aussi « rhume des foins »). Le fruit est un akène.

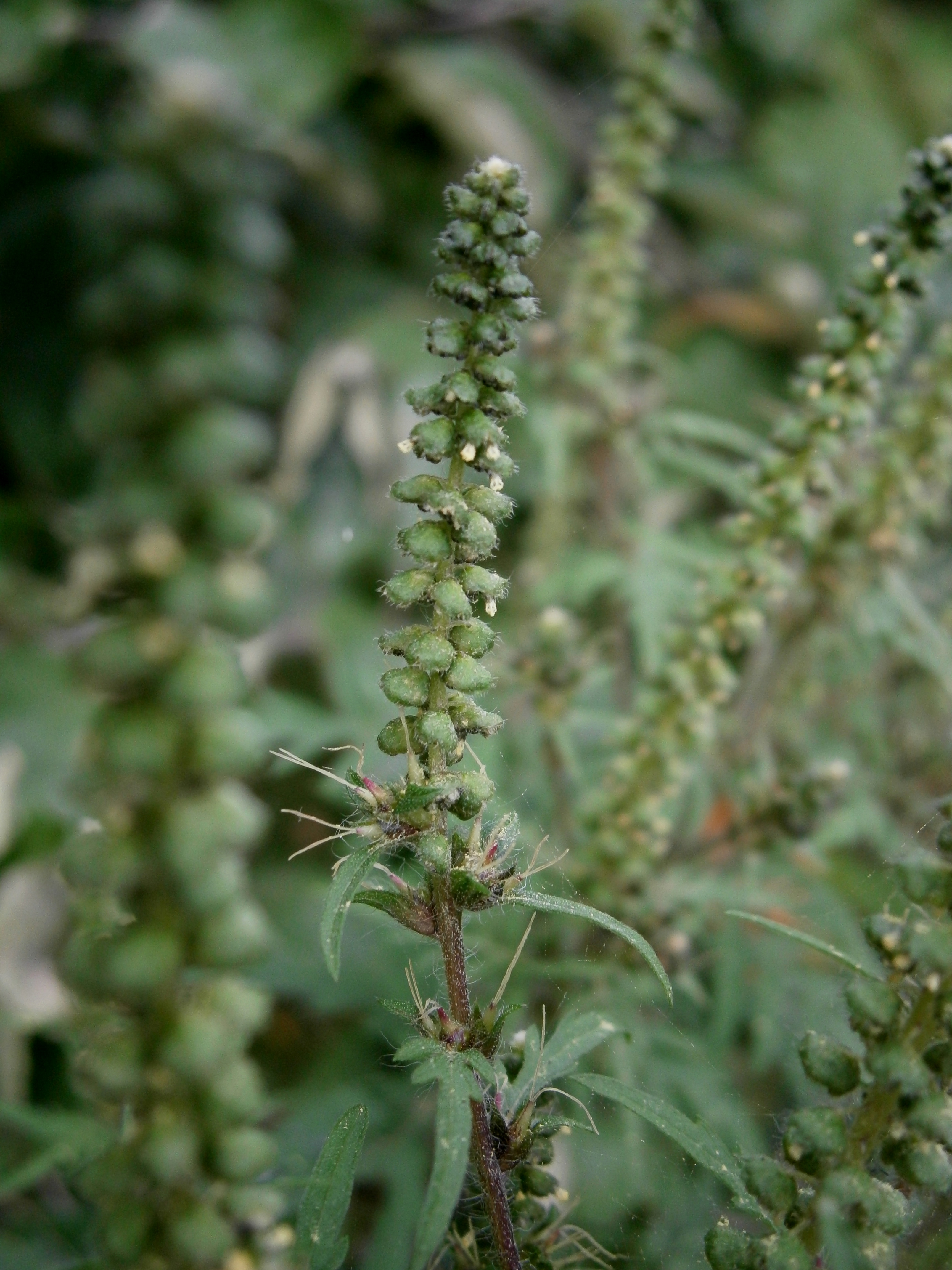
Détail de l'inflorescence.
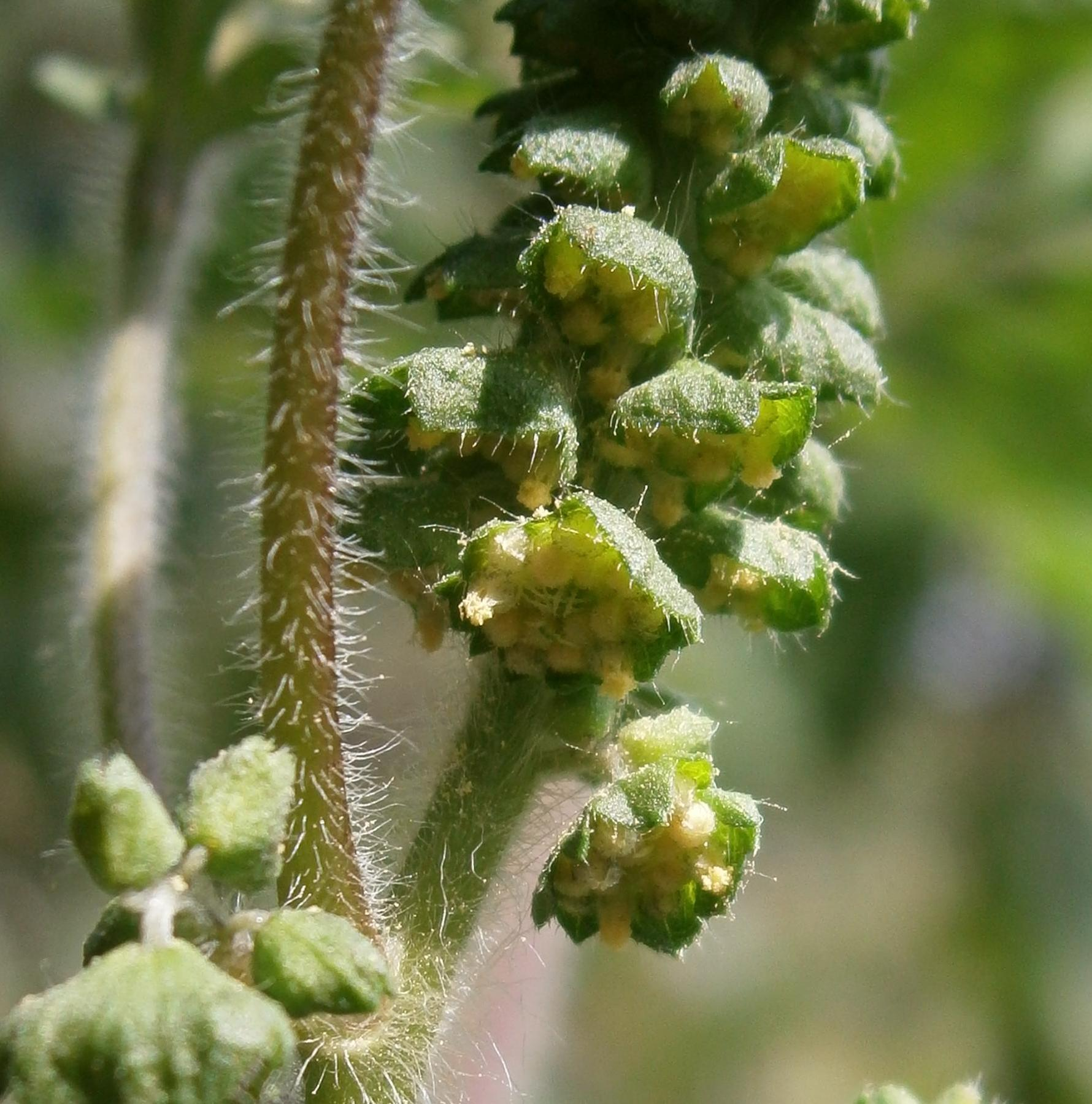
Fleurs mâles en capitules.
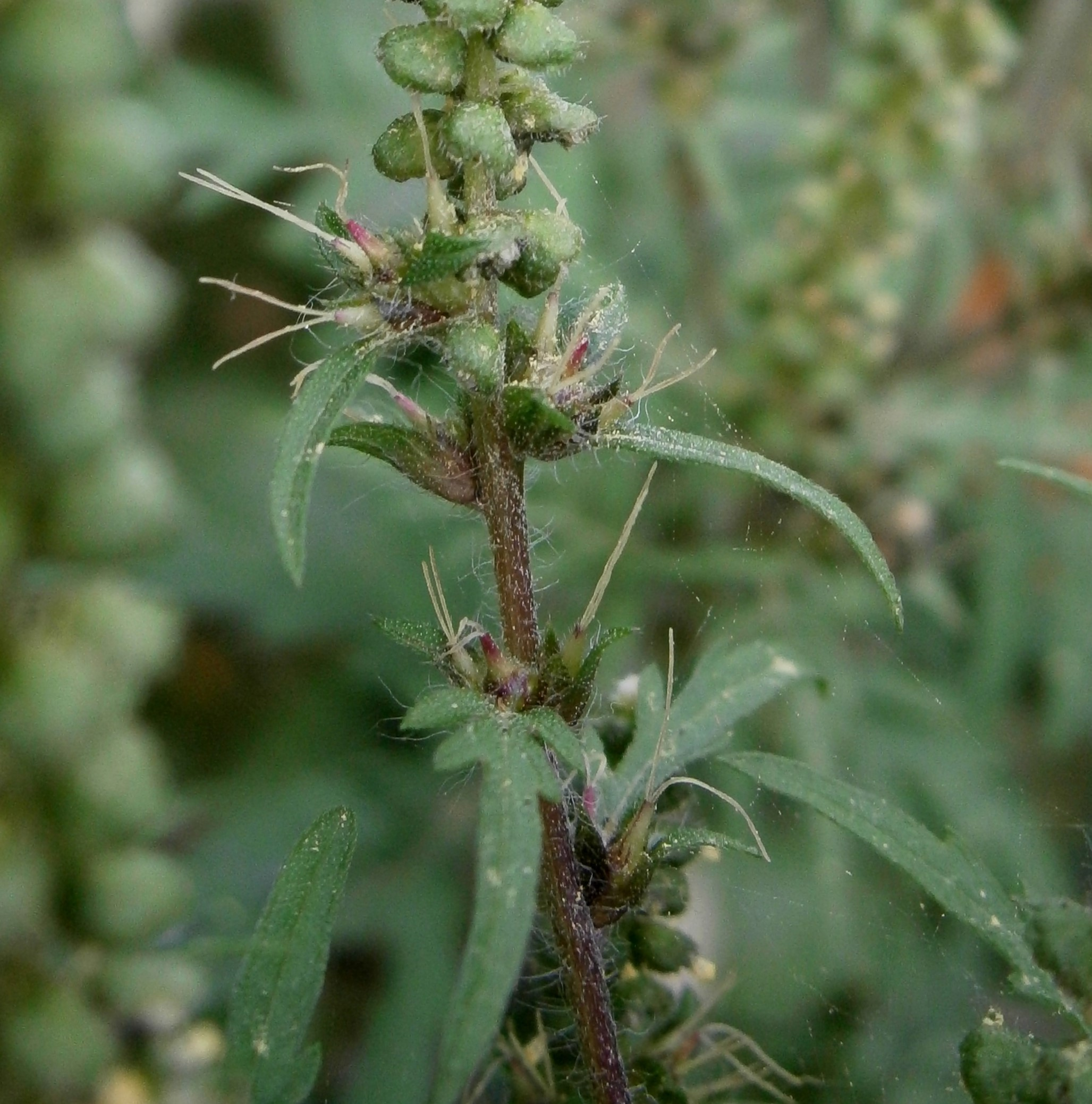
Fleurs femelles isolées à l'aisselle des feuilles.
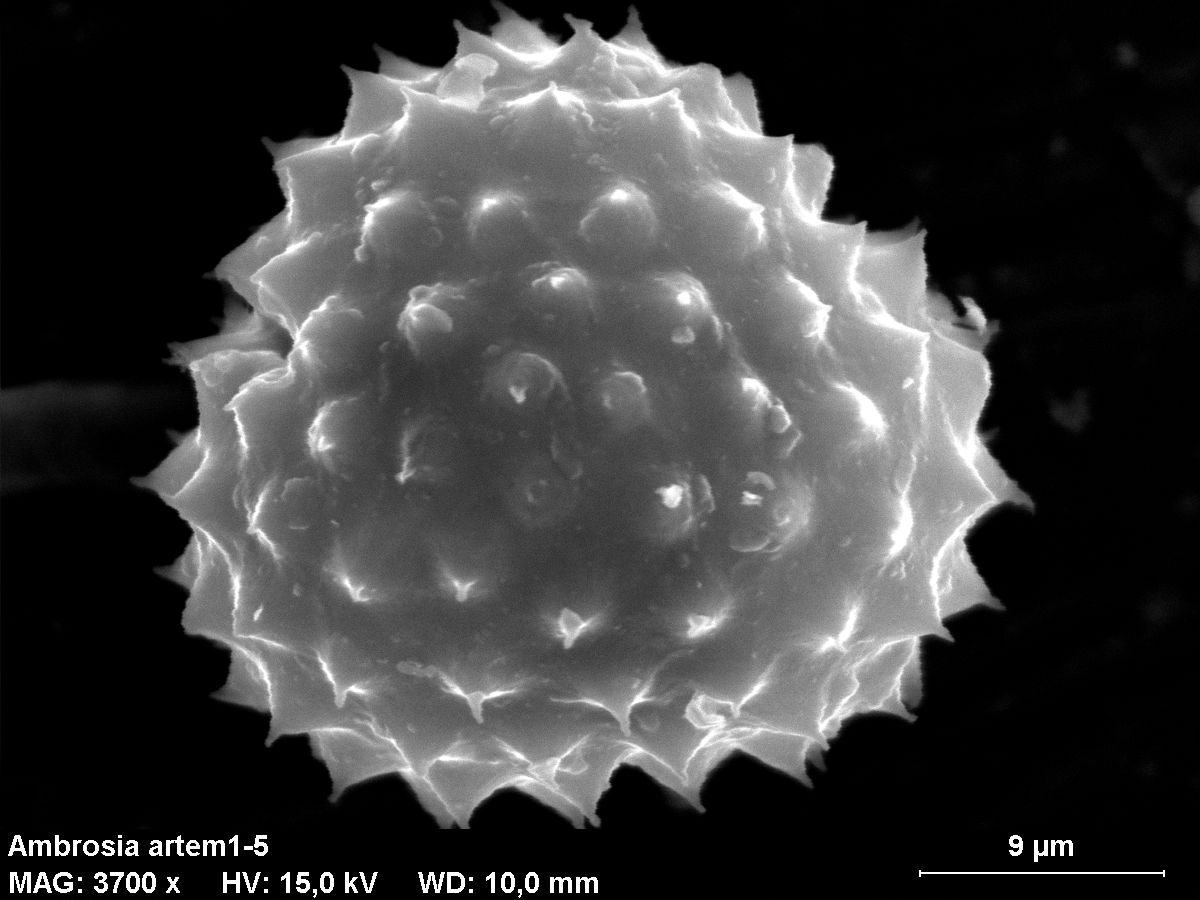
Grain de pollen au microscope électronique à balayage.
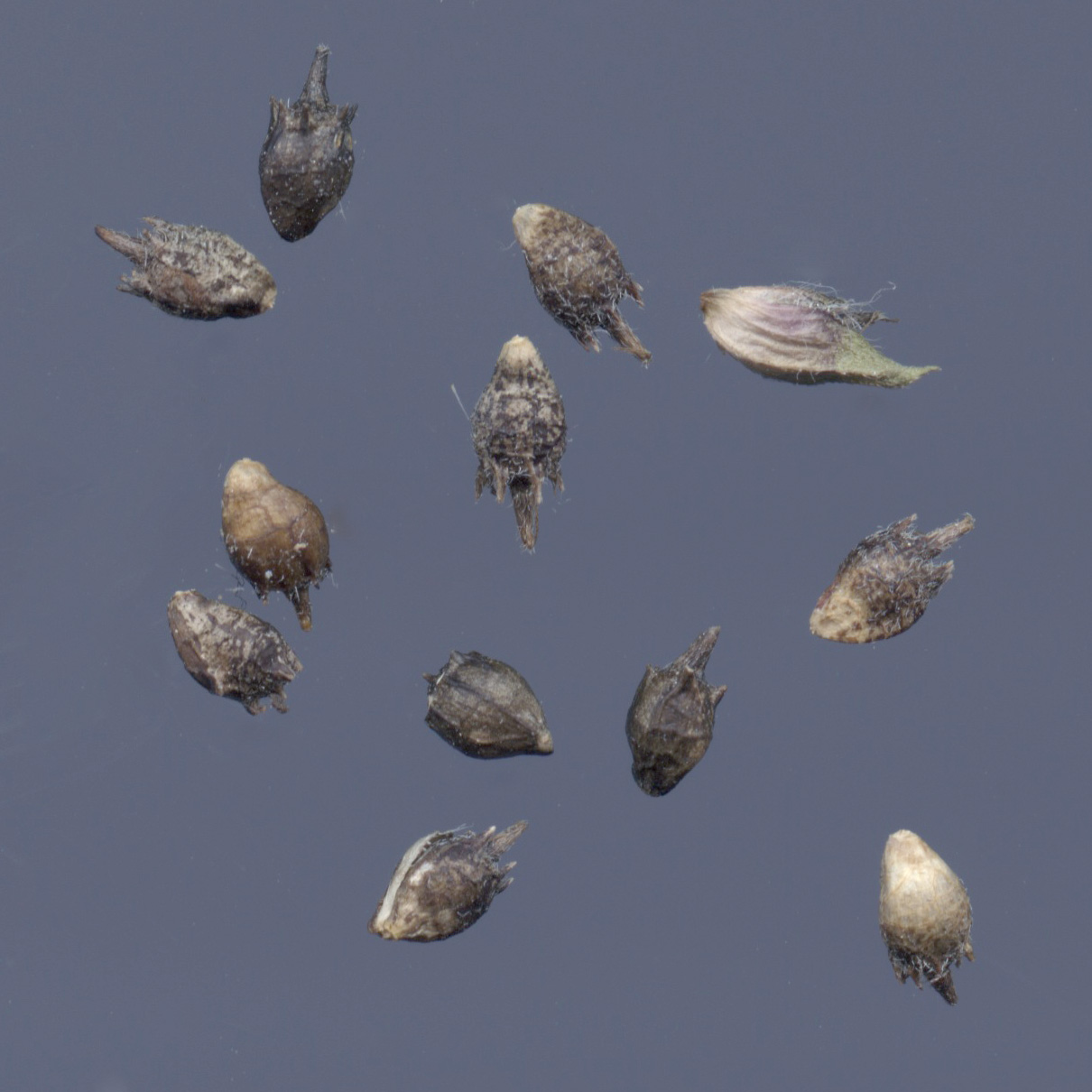
Akènes.

L'ambroisie à feuilles d'armoise ne doit pas être confondue avec l'armoise commune ou l'armoise annuelle, qui s'en distingue par la teinte grise de la face inférieure des feuilles,.

## Liste des variétés
Selon Catalogue of Life (22 juin 2013) :
- variété Ambrosia artemisiifolia var. artemisiifolia
- variété Ambrosia artemisiifolia var. jamaicensis
- variété Ambrosia artemisiifolia var. paniculata

## Répartition et habitat

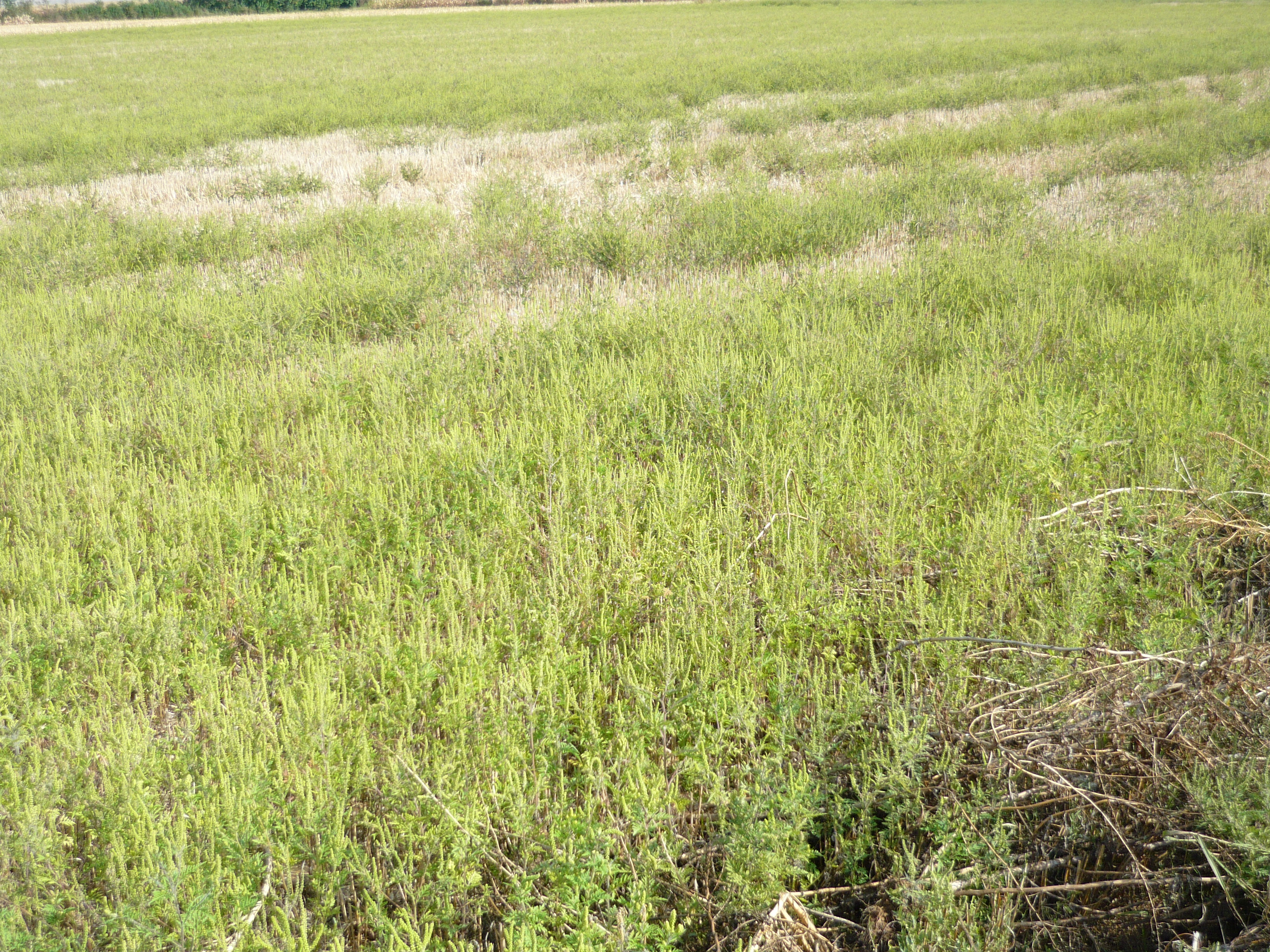
Champ d'ambroisies adventices en région Auvergne-Rhône-Alpes après une culture de tournesols.

L'ambroisie à feuilles d'armoise est originaire d'Amérique du Nord : Canada, de Terre-neuve et du Nouveau-Brunswick au Manitoba et à la Saskatchewan ; États-Unis, du Maine au Texas et de la Floride au Wisconsin. Son biotope primaire est les dunes de sable des déserts de cette écorégion.
Elle a été introduite en Europe par plusieurs vagues successives. Tout d'abord importée comme plante de collection au sein des jardins botaniques à partir du XVIIIe siècle (sa présence est attestée en 1863 dans l'Allier), elle a également voyagé grâce à l'importation de sacs de légumineuses au cours du XIXe siècle. Elle a été également introduite au cours du XXe siècle par l'intermédiaire des aliments pour chevaux amenés par la cavalerie américaine durant la Première et la Deuxième Guerres mondiales. En ce dernier sens, il s'agit d'une plante obsidionale.
En France, cette plante a d'abord colonisé la vallée du Rhône (en 1880 déjà, dans 5 départements) puis s'est étendue vers le nord jusqu'en 1940 (un pied a été trouvé en Picardie en 2002). En 2007, 53 départements sont touchés par cette plante invasive. En 2019, la quasi-totalité des départements est touchée.
Les premières observations en Belgique remontent à 1883 ; depuis lors le nombre de stations s'est accru, mais l'espèce reste sporadique et ne semble pas s'être naturalisée.
L'ambroisie à feuilles d'armoise a colonisé de nombreux milieux et s'est largement naturalisée, notamment en Europe centrale et méridionale où elle se comporte comme une plante envahissante. Elle se plaît au sein des milieux naturels des dunes du littoral et des grands fleuves et des zones sableuses pauvres en argiles et en humus. Elle affectionne les habitats anthropisés comme les cultures de printemps, intercultures, friches agricoles, urbaines et industrielles, cultures agricoles intensives, chantiers, bord de routes, berges de rivières,. 
En agriculture, cette plante est une bioindicatrice caractéristique des sols ayant un complexe argilo-humique déstructuré par une destruction des argiles causée par les intrants chimiques agricoles et une consommation excessive de matière organique. Elle caractérise également les sols bouleversés mécaniquement par des labours trop profonds ou des travaux de terrassement ; ces bouleversement ayant stérilisé les couches anaérobies du sol. Autrement dit, sa prolifération caractérise des sols désertifiés,. 
Cependant il est difficile d'affirmer avec certitude cette hypothèse tant la plante semble proliférer sur tous types de sols  aussi bien extrêmement riches que très pauvres. Sa présence est plutôt associée à une mauvaise gestion des intercultures. Des cultures comme le maïs ou le tournesol sont propices au développement de l'ambroisie dans les inter-rangs. Le désherbage mécanique par le binage est de rigueur pour limiter l'usage des pesticides surtout en agriculture biologique.

## Stratégie de dissémination et de développement
Ses fruits épineux se dispersent facilement dans les friches et les jachères, et le long des routes, chemins, chemins de berge ou de halage, d'autant plus facilement que le sol a été retourné, désherbé ou qu'il ne présente pas de flore naturelle qui concurrencerait son avancée. Des études de 2018, confirment que les graines d'ambroisie sont aspirées et propagées le long des routes par les courants d'air provoqués par les voitures et camions là où le trafic routier est intense. La distance parcourue par les graines d'ambroisie est largement augmentée, jusqu'à 70 m en 48 heures pour l'une des graines marquées, au lieu de 1 m environ dans un contexte non routier ; et jusqu'à 40 m sur une route peu fréquentée. Les nouveaux plants sont deux fois plus nombreux dans le sens de la circulation. Ces résultats pourraient inciter certaines communes à désherber et tondre les bords de routes avant la maturité des graines (sinon ce sont les tondeuses ou faucheuses qui les projettent ou les dispersent plus loin encore).
Cette plante peut non seulement profiter des stress écologiques comme la sécheresse mais aussi rester en dormance de très nombreuses années dans le sol.
Cette plante a une stratégie de colonisation exceptionnelle en l'absence de concurrence sérieuse sur sol découvert, avec trois « armes » :
- les plantules apparaissant tardivement (début août) peuvent néanmoins fleurir dès le 15 août, juste après avoir formé 2 × 2 feuilles. La floraison commence en effet dès que la période sombre passe sous 8 heures/jour ;
- une plantule tondue à 4 cm du sol début août reprend sa croissance et produit deux rameaux ou plus qui fleurissent dans le même temps. L'arrachage des plantules est donc obligatoire sur les gazons. Sur les bas-côtés, il serait donc souhaitable de ne pas faucarder et de laisser les plants se développer pour bien identifier les foyers jusque peu avant la floraison ;
- les graines sont longévives : on admet couramment dix ans mais des durées de conservation du pouvoir germinatif de quarante ans ont été observées[réf. souhaitée].

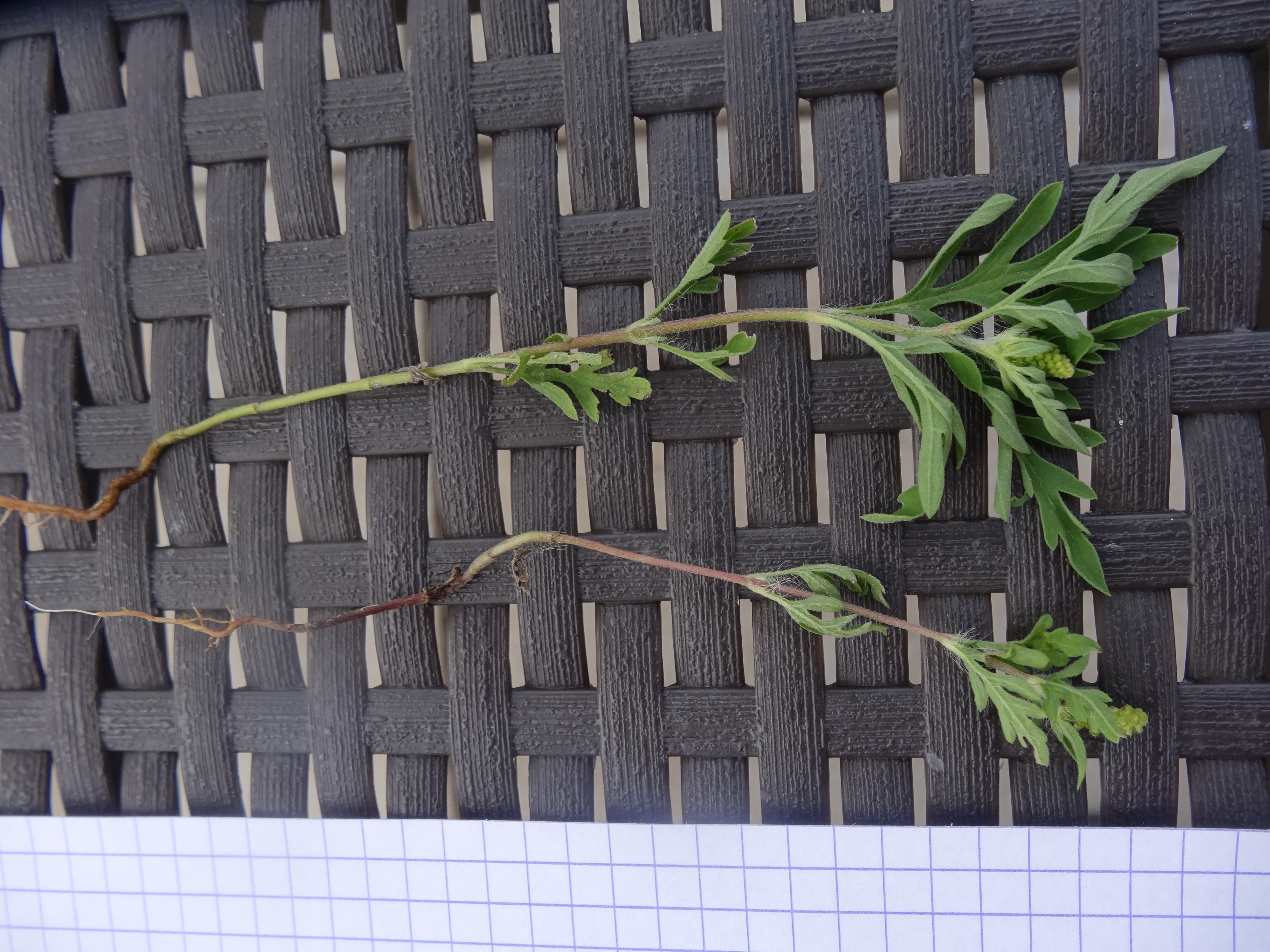
Plantule d'ambroisie tardive de deux semaines fleurie vers le 15 août.
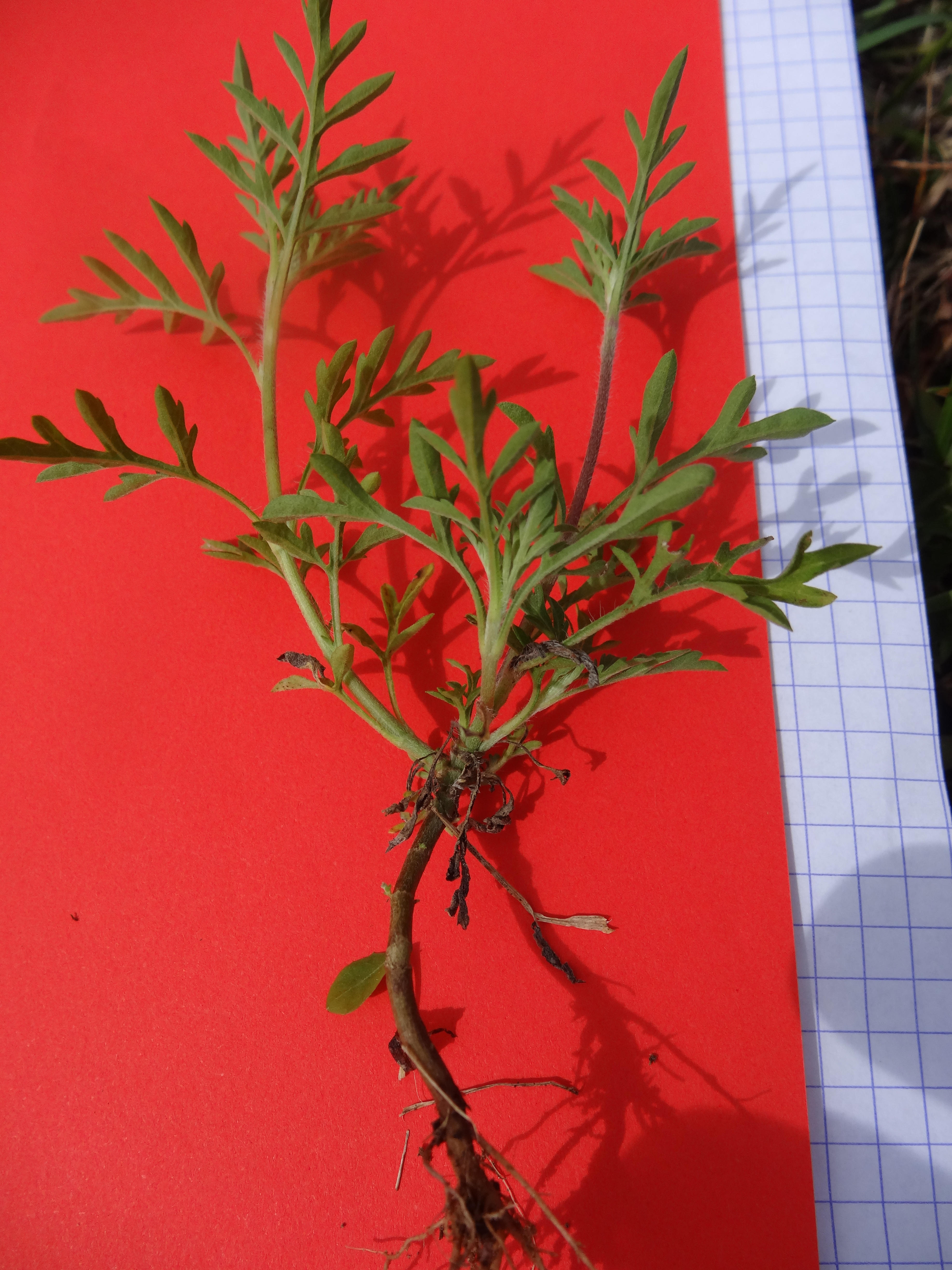
Plantule ramifiée fleurie d'ambroisie.

## Propriétés allergisantes
L'ambroisie à feuilles d'armoise n'est pas toxique, mais son pollen est, pour les Européens, très allergisant. Chaque pied libère quotidiennement plusieurs millions de minuscules (19 μm) grains de pollen, certains avancent même le chiffre de 2,5 milliards. Dans la région lyonnaise, les troubles allergiques les plus graves rencontrés d’août à octobre sont essentiellement dus à ce pollen. Selon l'association « Stop ambroisie » dans la région Auvergne-Rhône-Alpes « la population allergique a doublé en douze ans ».
Certaines municipalités organisent des campagnes d'arrachage (ce qui se fait facilement grâce à la racine pivot), mais comme cette plante envahit des zones non cultivées, souvent très importantes autour des villages et des villes, il existe de vastes étendues qui libèrent d'énormes quantités d'un pollen très léger adapté à la dispersion par le vent.
Là où elle a été introduite, l'ambroisie à feuille d'armoise provoque de graves pollinoses (en France surtout dans la région Rhône-Alpes). En effet, 13 à 21 % de la population exposée de la région Auvergne-Rhône-Alpes y est devenue allergique.
Le pollen de l'ambroisie est un allergène très étudié. Un individu allergique peut développer une réactivité croisée (une allergie à un allergène pour lequel il n'est pas sensibilisé) avec :
- les pollens d'autres espèces (armoise, pissenlit, chrysanthème, cyprès, bouleau, fléole des près etc.) ;
- certains aliments (ail, céleri, carotte, fenouil, artichaut, banane, melon, pastèque etc.[27]) ;
- le latex d'hévéa ;
- les particules issues de moteur diesel très fines qui peuvent s'agglomérer avec des pollens ou débris de pollens[28] et stimuler la synthèse des IgE et des cytokines impliquées dans l'allergie ;
- le dioxyde de soufre, le monoxyde de carbone mais surtout l'ozone et le dioxyde d'azote, peuvent aussi, cette fois directement en tant qu'irritants respiratoires, fragiliser les muqueuses et préparer ou renforcer l'inflammation allergique[29].

Il semble aussi que l'augmentation du taux de CO2 de l'air (le CO2 est le gaz à effet de serre émis en plus grosse quantité) augmente la production de pollen (ex : + 130 % chez l'ambroisie par rapport à un taux atmosphérique pré-industriel).

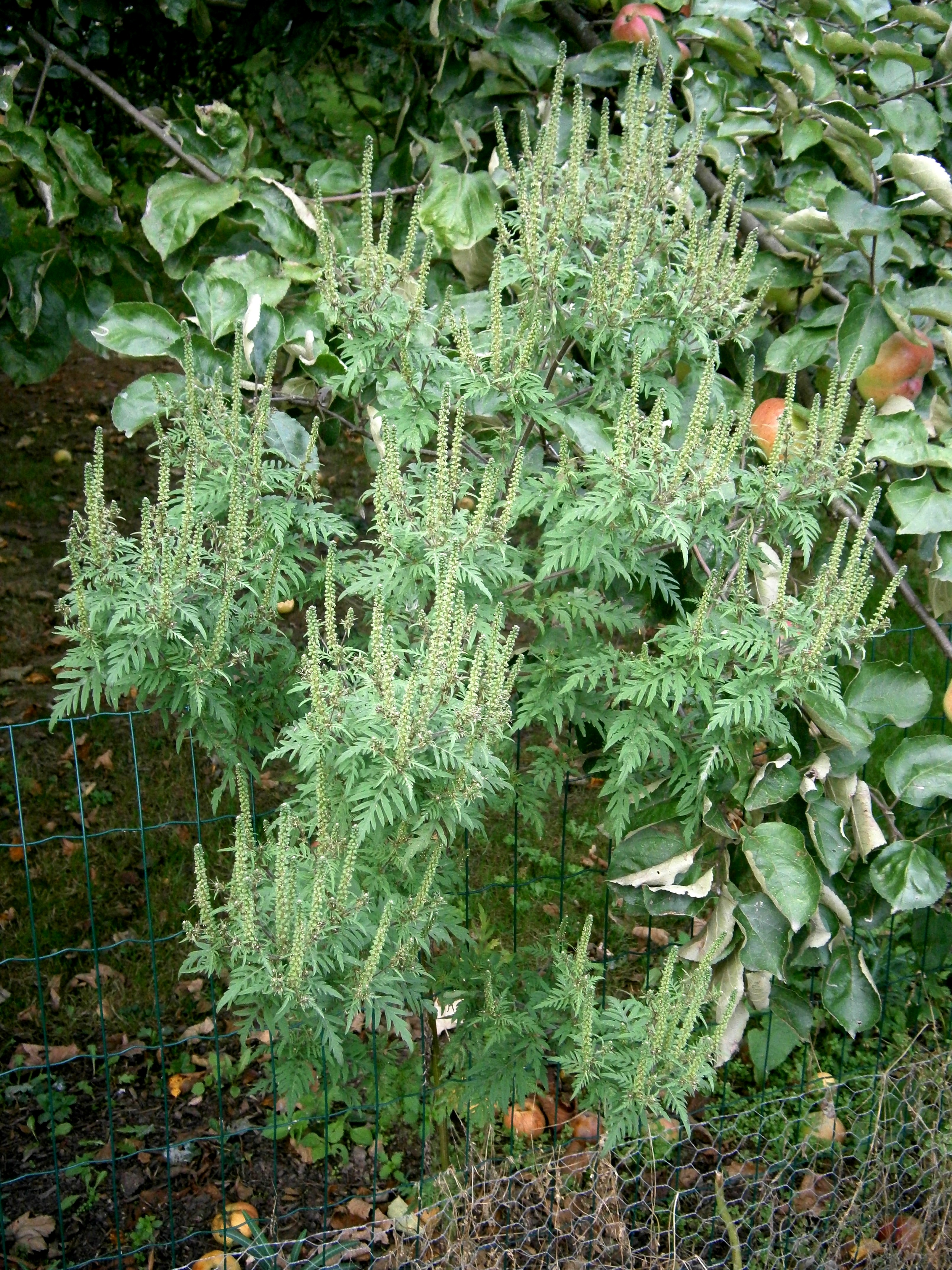
Ambroisie dans un poulailler en Belgique.

Enfin, la présence d'huiles volatiles dans la plante peut conduire à des irritations chez des sujets sensibles lors de l'arrachage.
Alors que les bouleaux et les cyprès, également allergisants, sont parfois utiles, l'ambroisie à feuilles d'armoise, de par son introduction récente, ne joue aucun rôle écologique majeur en Europe. Aussi trois députés ont-ils décidé, le 13 avril 2011, de créer un comité parlementaire de suivi du risque ambroisie, car entre 6 % et 12 % de la population française, selon la région, exposée présente une allergie à cette herbe et que, dans la région Rhône-Alpes seulement, le coût est estimé à une dizaine de millions d'euros pour la sécurité sociale.
Ces dernières années, l'ambroisie est devenue un problème de santé publique dans différentes parties de la Hongrie, en Slavonie, ainsi que dans la région de Vienne et la Plaine du Pô,. Selon les informations du Jardin botanique de Meise, en Belgique cette plante est encore considérée comme plante adventice, car elle n'y pousse que de façon sporadique et ses graines n’ont aucun pouvoir germinatif. Mais un réchauffement climatique pourrait provoquer des changements.
Majoritairement présente dans la vallée du Rhône où ses effets coûtent entre 12 et 20 millions par an à l’assurance maladie, elle voit son aire de répartition s’élargir d’année en année.

## Propriétés contre les pathogènes
En 2018 une étude démontrait qu'un composant de la plante, l'isabeline, un sesquiterpène lactone serait active contre le champignon unicellulaire Candida albicans, ainsi que des souches de bactéries multirésistantes du staphylocoque doré .

## Moyens de lutte
Divers moyens existent pour lutter contre l'ambroisie, qu'il s'agisse de techniques préventives (pour éviter l'établissement de nouvelles populations) ou curatives (pour limiter le développement des plants déjà établis).
La lutte a un double objectif :
- empêcher l'ambroisie de produire du pollen (avant la phase de floraison) afin de limiter les allergies ;
- empêcher l'ambroisie de produire des graines (avant la phase de grenaison) afin de limiter les nouveaux plants.

La lutte contre l'ambroisie permet d'éviter la dissémination...
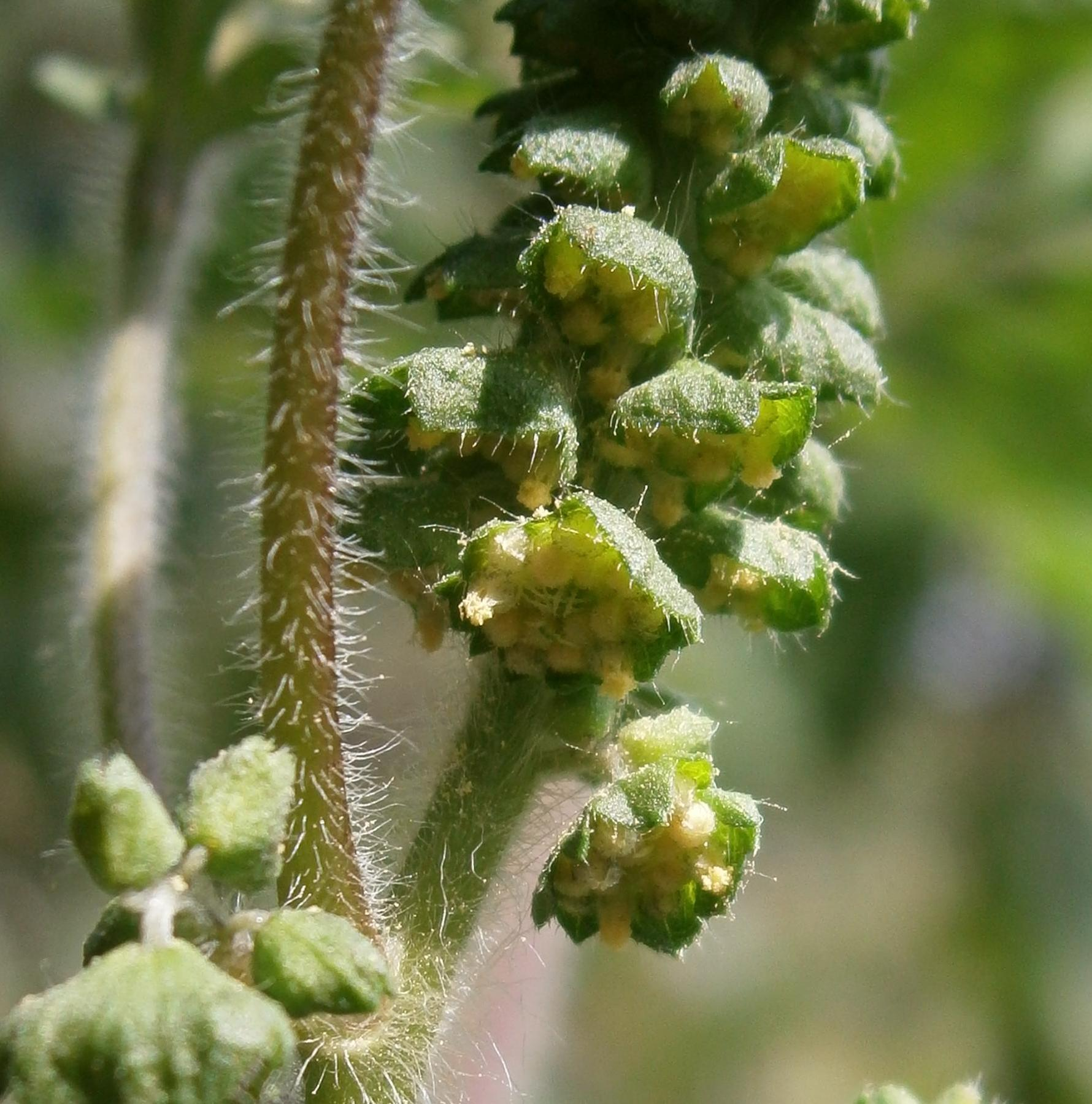
... du pollen...
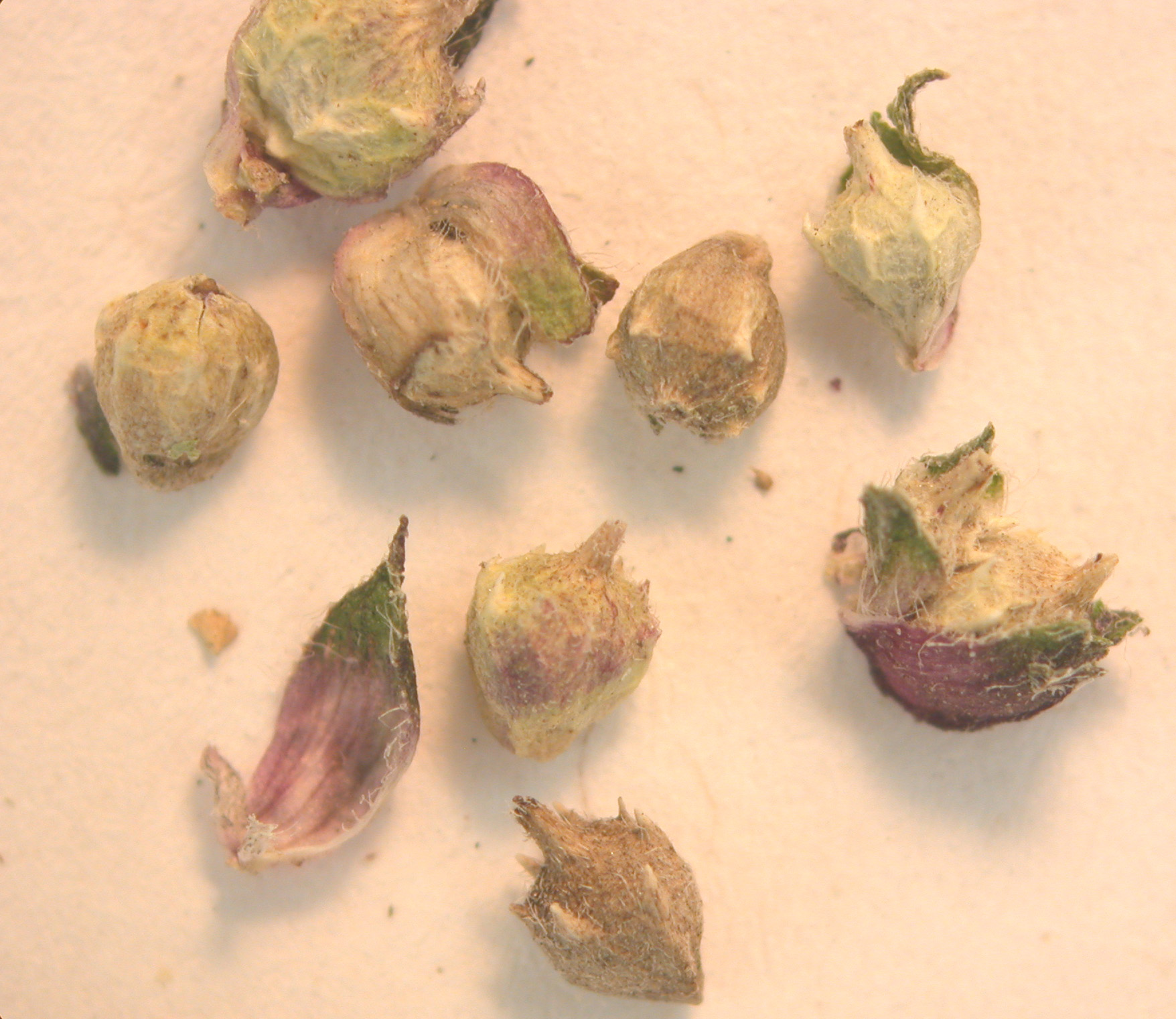
... et des graines.

### Techniques préventives

#### Couverture du sol

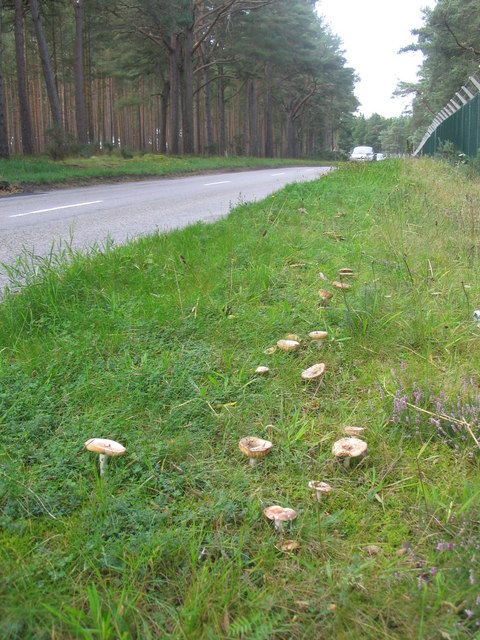
Couvrir le sol est l'une des meilleurs techniques pour limiter l'apparition de plants d'ambroisie.

L'une des techniques préventives les plus efficaces est de couvrir le sol pour éviter la pousse de l'ambroisie, notamment dans les zones colonisées. La couverture peut prendre différentes formes : mise en place d'une membrane textile ou en plastique, d'un paillis ou d'un mélange de semences locales, l'ambroisie à feuilles d'armoise ne supportant que peu la concurrence d'autres plantes,,.

#### Surveillance des terres déplacées
Des mesures de détection de la présence de graines d'ambroisie dans des terres déplacées (qu'elles soient importées ou exportées) lors de chantiers de construction ou d'aménagements permettent de limiter la dissémination de l'ambroisie.

### Techniques curatives

#### Arrachage manuel

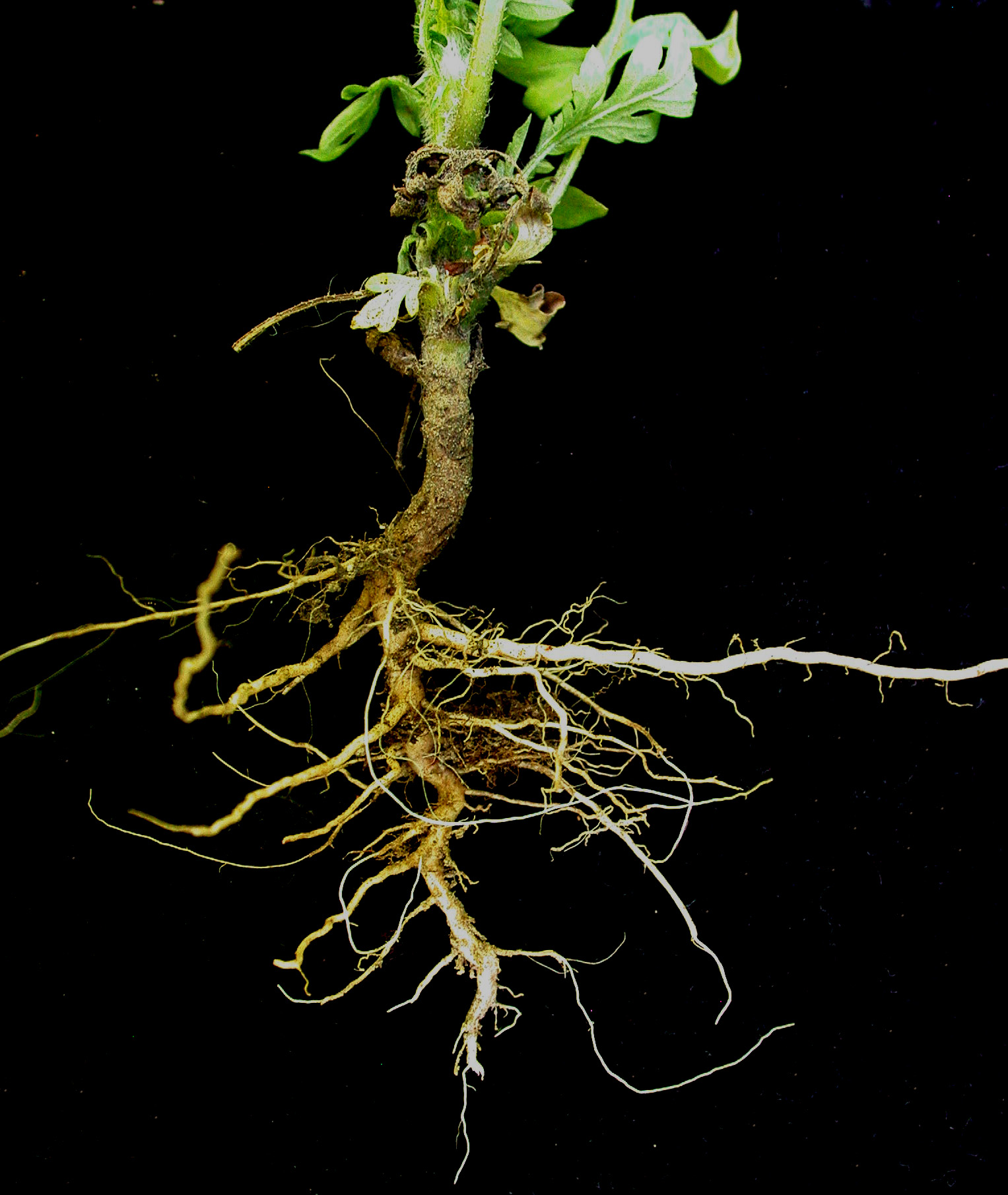
L'élimination de l'ambroisie est plus efficace lorsqu'elle est déracinée.

Le déracinage de plants peut être réalisé manuellement (avec les équipements de protection adéquats) et permet une destruction complète de la plante. Cette technique est principalement utilisée sur des populations de petite à moyenne taille. Une fois arrachée, il est conseillé de la laisser sur place afin de limiter la dissémination, tout en veillant à éviter le contact entre les racines et le sol,,.

#### Fauchage
Contrairement à l'arrachage manuel, le fauchage des plants d'ambroisie peut se faire sur des populations importantes, mais il ne permet pas de détruire complètement la plante. L'ambroisie ayant la capacité de repousser facilement, plusieurs interventions sont souvent nécessaires sur un même site (hors période de grenaison). Combiner le fauchage avec d'autres méthodes de lutte permet d'améliorer l'efficacité,.

#### Désherbage mécanique
Le désherbage mécanique couvre diverses méthodes faisant appel à des outils mécaniques pour détruire la plante en perturbant le sol, principalement en milieu agricole : binage, déchaumage, hersage, houe rotative, etc. Cette méthode est globalement efficace (entre 75 et 90 %) mais peut poser des difficultés lors de la mise en œuvre et nécessite d'être attentif à la dissémination par les engins.

#### Désherbage thermique
Le désherbage par brûleur thermique — que ce soit à flamme ou à vapeur — est une technique d'élimination rapide des plants mais est très consommateur d'énergie et nécessite des précautions particulières. Ainsi, il est majoritairement utilisé sur de petites surfaces.

#### Désherbage chimique
Le désherbage chimique consiste à utiliser des produits chimiques pour détruire complètement les plants. Ils sont parfois utilisés dans de grandes zones infestées et dans les cultures. Ils ne doivent cependant être utilisés qu'en dernier recours car ils posent des problèmes environnementaux (impact des milieux, du sol, de l'eau, de la biodiversité). De plus, ils peuvent laisser le sol à nu (favorisant ainsi l'implantation de nouveaux plants) et peuvent perdre en efficacité dans la mesure où l'ambroisie développe des résistances à certains types d'herbicides. Le désherbage chimique doit donc être raisonné et combiné à des solutions agronomiques,,.

#### Pâturage
Le pâturage, notamment par les ovins, caprins et bovins, est une solution naturelle de lutte contre l'ambroisie du fait de sa haute teneur en protéines brutes et sa haute digestibilité au cours du printemps (avant la floraison). Elle est particulièrement utile pour les zones difficiles d'accès, mais doit être utilisée avec parcimonie : elle peut s'avérer toxique lorsqu'ingérée en grande quantité et peut modifier le goût et l'odeur des produits laitiers issus des vaches,,.

#### Prédation

##### Ophraella communa

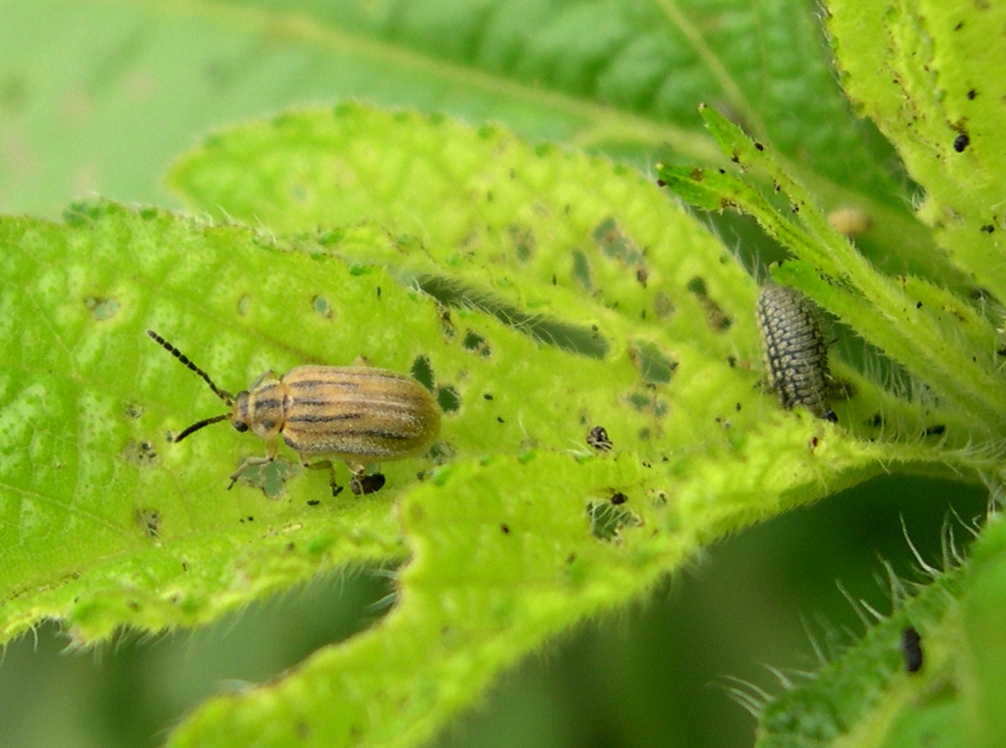
Ophraella communa sur une feuille d'ambroisie trifide.

Ophraella communa, une chrysomèle originaire d'Amérique du Nord — tout comme l'ambroisie à feuilles d'armoise —, est spécialisée dans la consommation de l'ambroisie.
Elle est introduite accidentellement au Japon en 1996 dans la préfecture de Chiba puis en Chine en 2001 à Nankin. Ophraella communa est considérée en Chine comme l'agent de lutte biologique le plus efficace, capable d'éliminer les plants d'ambroisie à feuilles d'armoise avant la phase de grenaison.
Elle est observée pour la première fois en Europe en 2013 dans plus de 130 sites du sud de la Suisse et du nord de l'Italie, où elle attaque jusqu'à 100 % des plants d'ambroisie, avec des dégâts suffisamment élevés pour empêcher complètement la floraison et la grenaison. Dans la région de Milan, les charges polliniques saisonnières dans l'air ont diminué de 70-80 % en 2013, mais le lien avec la présence d'Ophraella communa n'est pas formellement établi. Elle est par la suite observée dans plusieurs pays d'Europe, notamment en Bosnie-Herzégovine, Croatie, Hongrie, Roumanie, Serbie et Slovénie.
Ophraella communa est détectée en France pour la première fois en fin d'été 2023 dans la région lyonnaise, puis identifiée le 2 octobre 2023. Les raisons de son arrivée en France ne sont pas confirmées, mais la proximité avec l'Italie est mise en avant,.
Ophraella communa est considérée comme une piste prometteuse de lutte biologique en France et en Europe. Cependant, l'insecte pourrait également s'alimenter partiellement du tournesol ou d'autres astéracées, bien que des études dans plusieurs pays du monde semblent montrer que son introduction n'a qu'un impact négligeable sur la culture du tournesol,,.

##### Autres espèces
Des essais de contrôle biologique de l'expansion de l'ambroisie à feuille d'armoise ont été menés dans le kraï du Primorié en Russie par l'introduction de plusieurs espèces dont Zygogramma suturalis (en), Zygogramma disrupta et Acontia candefacta. Seule la première s'est naturalisée à plusieurs endroits de la région, mais les résultats montrent que l'espèce n'est pas apte à faire office d'agent de lutte biologique contre l'ambroisie à feuilles d'armoise en raison de sa faible capacité de dissémination et sa faible résistance au froid.

## Mesures prises
Pour être efficace, un programme de lutte doit impliquer les autorités à tous les niveaux ainsi que les organisations non gouvernementales représentant l’agriculture, le commerce, les propriétaires fonciers et la nature. Au niveau local, les programmes devraient également s’adresser au public par des réunions d'information, etc.

### Au niveau mondial
L'International Ragweed Society (IRS) est une association qui promeut les connaissances concernant l’ambroisie à large échelle. Elle a également comme but de promouvoir la recherche, la collaboration et l'échange d'informations entre les différentes personnes, sociétés, associations et institutions qui sont concernées par cette problématique.
Chaque année depuis 2012, la journée internationale de l'ambroisie se tient le premier samedi de l'été. Cet événement initié par IRS vise à sensibiliser le plus grand nombre aux problématiques causées par l'ambroisie.

### Au niveau européen
SMARTER est un réseau interdisciplinaire d'experts européens impliqués dans le contrôle de l'ambroisie impliquant des professionnels de la santé, des aérobiologistes, des écologues, des économistes et des spécialistes de la modélisation atmosphériques et agricoles.

### En France
La loi du 26 janvier 2016 de modernisation du système de santé français introduit un chapitre relatif à la lutte contre les espèces végétales et animales nuisibles à la santé humaine dans le code de la santé publique (CSP). En 2017 a été intégré un nouveau dispositif réglementaire national spécifique à la lutte contre les ambroisies : un décret d'application de cette loi définit les mesures susceptibles d'être prises pour prévenir leur apparition ou lutter contre leur prolifération  et un arrêté interdit leur introduction de façon intentionnelle sur le territoire, leur transport et leur utilisation.  Trois espèces d'ambroisies sont concernées : l'Ambroisie à feuilles d'armoise, l'Ambroisie trifide (Ambrosia trifida) et l'Ambroisie à épis lisses (Ambrosia psilostachya).
La lutte contre l’ambroisie est également inscrite dans le 3e Plan national santé-environnement.
Le 21 juillet 2011, la France a mis en place un observatoire interministériel sous l’égide des ministères de l’Agriculture, de l’Écologie et de la Santé, hébergé jusqu'en 2016 par l’Institut national de la recherche agronomique (INRA) de Dijon pour coordonner la lutte contre cette plante. Depuis le début de l'année 2017, cet Observatoire des ambroisies est piloté par FREDON France.
A l'occasion des 10 ans de l'Observatoire, le site ambroisie-risque.info est lancé : il rassemble les informations sur la lutte contre les ambroisies, la cartographie de répartition, les risques pour la santé etc. Il remplace l'ancienne page ambroisie.info jusque-là tenue par le Ministère chargé de la santé,.
Dans chaque département, le préfet détermine par arrêté préfectoral les mesures à mettre en œuvre sur ce territoire et leurs modalités d’application. Les propriétaires, locataires, exploitants, gestionnaires de terrains bâtis et non bâtis, ayants droit ou occupants à quelque titre que ce soit doivent mettre en œuvre ces mesures. Les personnes qui ne respectent pas l’arrêté sont susceptibles d’être sanctionnées par des amendes de première classe.
La plateforme Signalement ambroisie permet de signaler la présence de cette espèce par différents moyens.

### En Suisse
Depuis juillet 2006, il est obligatoire de signaler et de contrôler Ambrosia artemisiifolia. L'indemnisation des agriculteurs qui subissent des dommages est prévue.

### En Hongrie
Depuis juillet 2017, il est obligatoire de signaler et de contrôler Ambrosia artemisiifolia. Les infractions à cette règle peuvent être sanctionnées par une amende de 15 000 à 5 millions de forints. Le devoir de contrôle s'étend à presque tous les sites, y compris les zones agricoles et publiques de toutes sortes. Un portail web a été mis en place pour signaler la présence d'ambroisie.